# Nelo Risi
Nelo Risi (Milà, Llombardia, 21 d'abril de 1920 - Roma, Laci, 17 de setembre de 2015) va ser un poeta i director de cinema italià.

## Biografia
Nascut a Milà, es va graduar en medicina com el seu germà Dino, a continuació, amb el començament de la Segona Guerra Mundial va combatre al front rus i va ser internat a Suïssa. Va començar la seva obra poètica en 1941, publicant Le opere e i giorni. Amb el final de la guerra es va traslladar a París on es va unir a un grup de cineastes, liderat pels estatunidencs Richard Leacock i John Ferno, dedicats a documentar el desastre de la guerra a Europa mitjançant un conjunt de documentals. Durant aquest període Risi també va publicar la seva segona col·lecció de poemes (L'esperienza, 1948) i va treballar com a traductor d'obres de poesia de Pierre Jean Jouve, Konstandinos Petru Kavafis, Sòfocles, Jules Laforgue i altres.
De tornada a Itàlia en 1954 va dirigir una dotzena de documentals sobre figures populars i moments en la història del segle xx. Va fer el seu debut al cinema en 1961, amb un segment de la pel·lícula Le italiane e l'amore; el mateix any va començar la seva llarga col·laboració amb la RAI. Durant la seva carrera cinematogràfica Risi va guanyar dues Nastro d'argento (Cinta de plata), l'any 1960 per la direcció del curtmetratge I fratelli Rosselli (1959) i en 1970 pel guió de Diario di una schizofrenica. En 1970 també va obtenir el Premi Viareggio per la seva col·lecció de poesia Di certe cose che dette in versi suonano meglio che in prosa. El seu estil de la poesia es coneix com a "poètica de l'habitual" ("dell'usuale poética"), en al·lusió a l'intent de comprendre les contradiccions i les mistificacions de la vida quotidiana a través d'un llenguatge bàsic, simple, prop d'un estil de diari. Risi va morir el 17 de setembre de 2015 s Roma a l'edat de 95 anys.

## Obra poètica
- Le opere e i giorni (Milà, Scheiwiller, 1941)
- L'esperienza (Milà, Edizioni della Meridiana, 1948)
- Polso teso (Milà, Mondadori, 1956)
- Il contromemoriale (Milà, All'insegna del pesce d'oro, 1957)
- Civilissimo (Milà, All'insegna del pesce d'oro, 1958)
- Pensieri elementari (Milà, Mondadori, 1961)
- Minime Massime (Milà, All'insegna del pesce d'oro, 1962)
- Dentro la sostanza (Milà, Mondadori, 1966)
- Di certe cose che dette in versi suonano meglio che in prosa (Milà, Mondadori, 1970)
- Amica mia nemica (Milà, Mondadori, 1975)
- Poesie scelte 1943-1975 a cura di Giovanni Raboni (Milà, Mondadori, 1977)
- I fabbricanti del “ bello ” (Milà, Mondadori, 1982)
- Le risonanze (Milà, Mondadori, 1987)
- Mutazioni (Milà, Mondadori, 1991)
- Il mondo in una mano (auto-antologia per temi) (Milà, Mondadori, 1994)
- Altro da dire (Milà, Mondadori, 2000)
- Ruggine (Milà, Mondadori, 2004)
- Di certe cose (poesie 1953-2005) (Milà, Mondadori, 2006)
- Né il giorno né l'ora (Milà, Mondadori, 2008)

## Filmografia
- Le italiane e l'amore (1962)
- La strada più lunga (1965)
- Andremo in città (1966)
- Diario di una schizofrenica (1968)
- Ondata di calore (1970)
- Una stagione all'inferno (1971)
- La colonna infame (1972)
- Idillio (1980)
- Per odio, per amore (1990)
- Un amore di donna (1998)

### Curtmetratge
- Il delitto Matteotti (1956)
- I fratelli Rosselli (1959)
- La memoria del futuro (1960)

### Televisió
- Le città del mondo (1975)

### Documentals
- Giuseppe Pinelli, episodi de Documenti su Giuseppe Pinelli (1970)
- A carte scoperte (1974)
- Venezia, tra Oriente e Occidente (1987)
- Possibili rapporti. Due poeti, due voci (2008)

## Reconeixements
- 1960, Nastro d'argento - Premi millor curtmetratge per I fratelli Rosselli;
- 1970, Premi Viareggio per la secció poesia amb Di certe cose[8]
- 1994: Premi Monselice de traducció[9]
- 1995, Premi Nazionale Rhegium Julii per la Poesia;[10]
- 2001, Premi Brancati per Altro da dire, Mondadori.[11]
- 2007, premi Carducci per la secció poesia.